# Jerzy Budnik
Jerzy Feliks Budnik (ur. 30 maja 1951 w Wejherowie) – polski polityk i działacz samorządowy, w latach 1990–1998 prezydent Wejherowa, poseł na Sejm III, IV, V, VI i VII kadencji.

## Życiorys
Ukończył studia administracyjne na Wydziale Prawa i Administracji Uniwersytetu Gdańskiego. Pracował w PAX, m.in. jako przewodniczący zarządu wojewódzkiego. W latach 80. był działaczem „Solidarności” i jej Komitetów Obywatelskich. W latach 90. był radnym Wejherowa, przez dwie kadencje (1990–1998) sprawował funkcję prezydenta miasta. Następnie do 2001 zasiadał w sejmiku pomorskim. Należał w tym czasie do Stronnictwa Konserwatywno-Ludowego, był wiceprzewodniczącym partii na Pomorzu.
W wyborach parlamentarnych w 1993 bez powodzenia kandydował do Sejmu z listy Katolickiego Komitetu Wyborczego „Ojczyzna”. W latach 1997–2001 pełnił funkcję posła III kadencji z ramienia Akcji Wyborczej Solidarność. Startując w wyborach parlamentarnych w 2001 z listy Platformy Obywatelskiej w okręgu gdyńsko-słupskim, został wybrany na posła IV kadencji. W wyborach w 2005 ponownie uzyskał mandat z listy PO.
W 2006 zdecydował się na wzięcie udziału w wyborach samorządowych, po ośmiu latach ubiegając się ponownie o mandat radnego i stanowisko prezydenta Wejherowa. Kilka dni przed wyborami zrezygnował z miejsca na liście do rady miasta, a prezydentem powtórnie wybrany został urzędujący lider lokalnego ugrupowania, Krzysztof Hildebrandt.
W wyborach parlamentarnych w 2007 po raz czwarty uzyskał mandat poselski, otrzymując 12 893 głosy. W wyborach w 2011 z powodzeniem ubiegał się o reelekcję (z wynikiem 8546 głosów). Nie został wpisany na listę w wyborach w 2015. We wrześniu tego samego roku wystąpił z PO i z klubu parlamentarnego tej partii, motywując to zwrotem ugrupowania „w lewo”. W 2018 z listy Koalicji Obywatelskiej bez powodzenia kandydował do rady powiatu wejherowskiego.
W 1976 wstąpił do Polskiego Towarzystwa Turystyczno-Krajoznawczego. Jest działaczem Zrzeszenia Kaszubsko-Pomorskiego. Został odznaczony m.in. Brązowym Medalem „Za zasługi dla obronności kraju”.

## Życie prywatne
Jest synem Grzegorza i Urszuli. Żonaty z Elżbietą, ma troje dzieci.